# منذر المصري
منذر المصري من مواليد نابلس عام 1935.

## التحصيل العلمي
حمل درجة البكالوريوس في الهندسة الكهربائية من جامعة لندن 1958 وماجستير هندسة كهربائية من جامعة بيرمنجهام 1959 وبكالوريوس رياضيات جامعة لندن 1961 ودرجة الدكتوراه في التعليم التقني من جامعة لندن 1985.
- زمالة معهد المهندسين الكهربائيين بريطانيا
- زمالة معهد الإدارة – بريطانيا

## الحياة العملية
- 1995-1996 رئيس المركز الوطني لتنمية الموارد البشرية
- 1988-1995 أمين عام وزارة التربية والتعليم
- 1977-1988 مدير عام مؤسسة التدريب المهني
- 1972-1977 مدير التعليم المهني في وزارة التربية والتعليم
- 1966-1972 مدير الكهرباء في بلدية نابلس
- عضو في نقابة المهندسين الأردنيين
- 1996-1997 وزير التربية والتعليم
- 1997-1998 وزير التربية والتعليم ووزير التعليم العالي

## الوفاة
تُوفي مساء الإثنين 6 سبتمبر 2010 الموافق 27 رمضان عام 1431 في العاصمة الأردنية عمان بعد معاناة طويلة من مرض السرطان.